# Grancia di Montisi
La grancia di Montisi è un grande palazzo che si erge all'estremo sud del centro storico del paese.

## Storia
Così la Grancia di Montisi viene descritta in un antico documento manoscritto della seconda metà del XV secolo.
A quell'epoca la grande fattoria fortificata era stata già costruita nella sua interezza: le sue origini risalgono alla prima metà dal secolo precedente; nel 1340 Bindo di Bindo Petroni, notaio di papa Benedetto XII, la donò allo spedale di Santa Maria della Scala di Siena.

### L'origine della Grancia

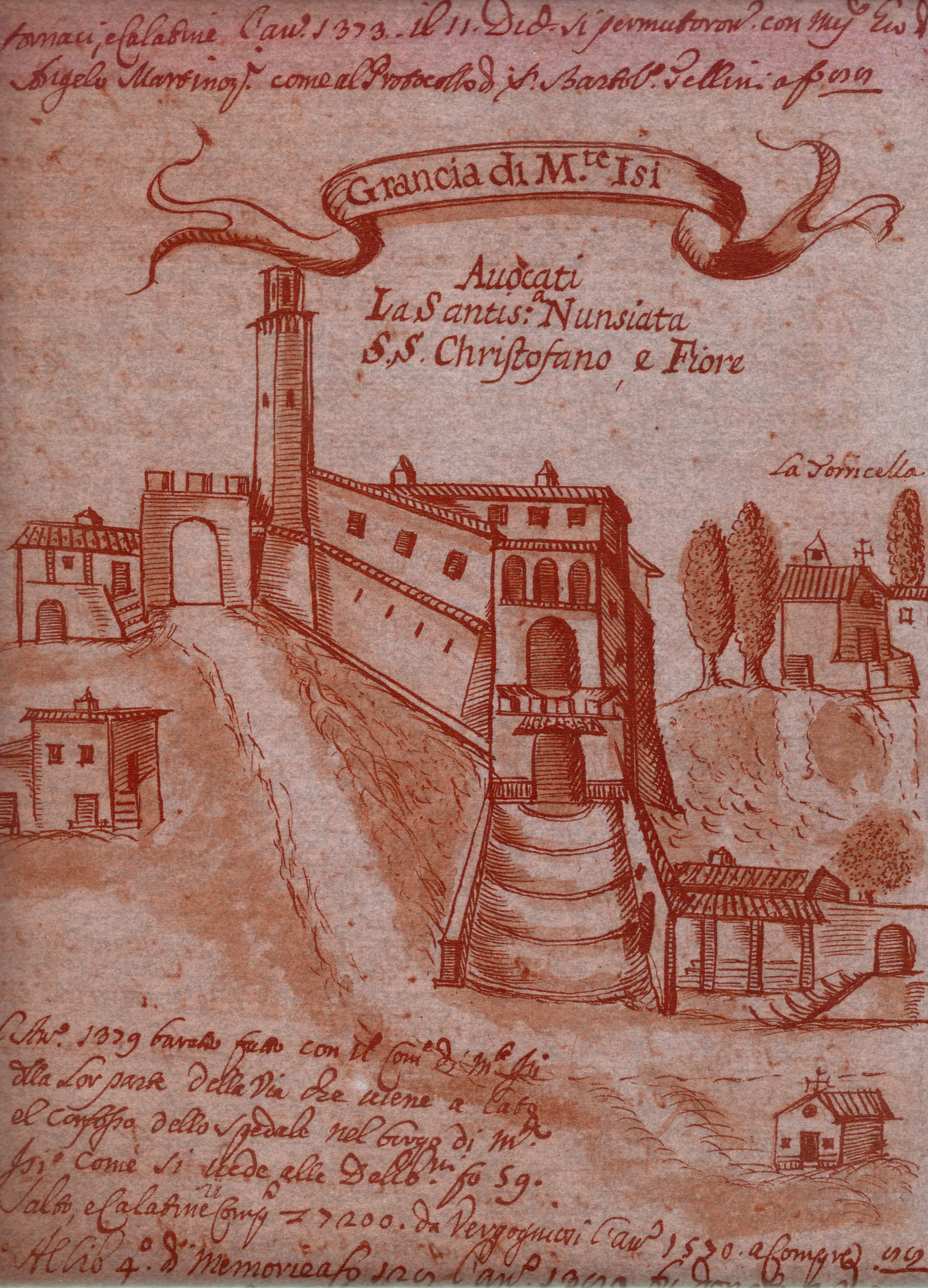
Disegno della Grancia tratto da un documento del 1720

Grancia (o Grangia) è il nome con cui vennero identificate quelle grandi fattorie fortificate – dotate di ampi granai, cantine e oliviere – che l'Ospedale costruì lungo la via Francigena o nelle vicinanze, allo scopo di immagazzinare, custodire e difendere i prodotti provenienti dai vasti territori posseduti nelle valli dell'Orcia e dell'Arbia, nelle Crete senesi e in Maremma. La loro formazione era nata dall'esigenza di accorpare i vari possedimenti in entità unitarie ed organiche, per una migliore razionalizzazione delle produzioni agricole. Le funzioni organizzative e amministrative delle singole unità vennero affidate a frati granceri almeno fino al sec. XV. Successivamente l'Ospedale affidò tale incarico a personaggi laici. Il nucleo più antico e importante di queste Grance (Cuna, Serre di Rapolano, Montisi, S.Quirico e Spedaletto) si formò tra la fine del Duecento e i primi anni del Trecento, spesso attraverso la ristrutturazione e l'ampliamento di più antichi edifici e fortezze, come presumibilmente avvenne anche per la Grancia di Montisi.
La Grancia di Montisi nella sua struttura di fattoria fortificata fu quindi essenzialmente opera dell'Ospedale di S. Maria della Scala, al quale nel 1295 Simone Cacciaconti, signore di Montisi, aveva lasciato per atto testamentario tutti i denari da lui posseduti e presenti nel borgo. Le opere più antiche che ancor oggi sono in parte visibili risalgono quindi soprattutto al 1300: si trattava di strutture fortificate di aspetto imponente, che in epoche successive hanno subito numerose e rilevanti aggiunte e ristrutturazioni

### La Grancia nel '700

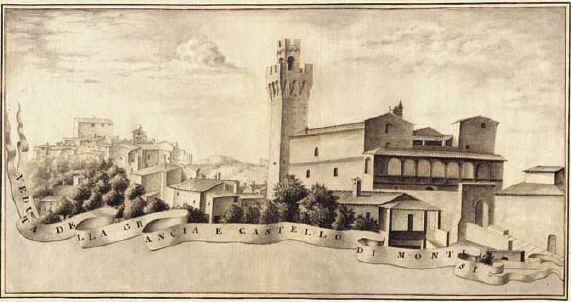
Disegno tratto dal "Cabreo" della Grancia (1762)

Le scarse notizie rinvenute nel corso di cinque secoli ci portano fino al sec. XVIII, che finalmente ci ha lasciato importanti documentazioni: innanzitutto la raffigurazione qui riportata, contenuta in un documento dell'Archivio di Stato di Siena, datato 1720. Si tratta di un disegno grossolano e carente di prospettiva, ma che già configura per grandi linee la struttura attuale.
Un secondo documento settecentesco fondamentale nella storia della Grancia è il “Cabreo”, ovvero la “descrizione o inventario delle terre componenti la Grancia di Montisi” elaborato da un certo “Florenzio Razzi Ingegnere”, su commissione del Rettore del S.Maria della Scala G.Pannilini nel 1762. Nelle sue pagine vengono descritti minuziosamente, con testi e disegni ben eseguiti, i singoli poderi di proprietà dell'Ospedale con i terreni che ne facevano parte, distinti per “coltivazioni ulivi”, “coltivazioni a vino”, “terre boschive”, “case dei mezzaioli” ecc. All'inizio di questo libro, dopo la presentazione, figura un grande disegno del borgo di Montisi – con alla sommità quello che è sempre stato chiamato “il Castello” – e della Grancia, che già si presenta nelle sue linee essenziali con l'aspetto che ancora aveva nel 1900, prima che la torre venisse distrutta.

### Dal '700 alla seconda guerra mondiale

Foto della Grancia scattata da un aereo intorno al 1930: mostra la torre merlata che verrà distrutta nel 1944

Un importante ruolo nella storia della Grancia di Montisi lo ebbe il Granduca di Toscana Pietro Leopoldo, che fu per la Toscana un grande e illuminato riformatore nei venticinque anni di governo del Granducato (1765/1790). Nel 1775 Pietro Leopoldo ordinò la privatizzazione di tutti i beni dell'Ospedale. In quel tempo ricopriva la carica di grancere Iacopo Mannucci Benincasa che, in forza del diritto di privilegio di cui godeva sui beni di Montisi, poté acquistare nel 1778 l'intero fabbricato insieme ad alcuni poderi. La Grancia pervenne così alla famiglia che tuttora ne detiene la proprietà.
Il Granduca instaurò un buon rapporto di stima ed amicizia con Iacopo e col figlio Gian Tommaso e, a quanto si è tramandato, fu spesso ospitato nella Grancia di Montisi, dove sono ancora rimaste interessanti testimonianze dei suoi soggiorni.
Nel corso dell'800 e della prima parte del ‘900 la Grancia non ha subito interventi edilizi di rilievo fino alla seconda guerra mondiale. Purtroppo, il 30 giugno 1944, le truppe tedesche fecero saltare la bella Torre, che ritraeva, in scala, la Torre del Mangia di Siena.

### La Grancia oggi
La Grancia di Montisi oggi è una azienda agrituristica gestita dall'erede e proprietario della Grancia che continua la produzione tradizionale della storica fattoria seguendo le regole dell'agricoltura biologica. La principale produzione è l'olio extra vergine di oliva a cui si aggiungono piccole produzioni di vini pregiati.

## Descrizione

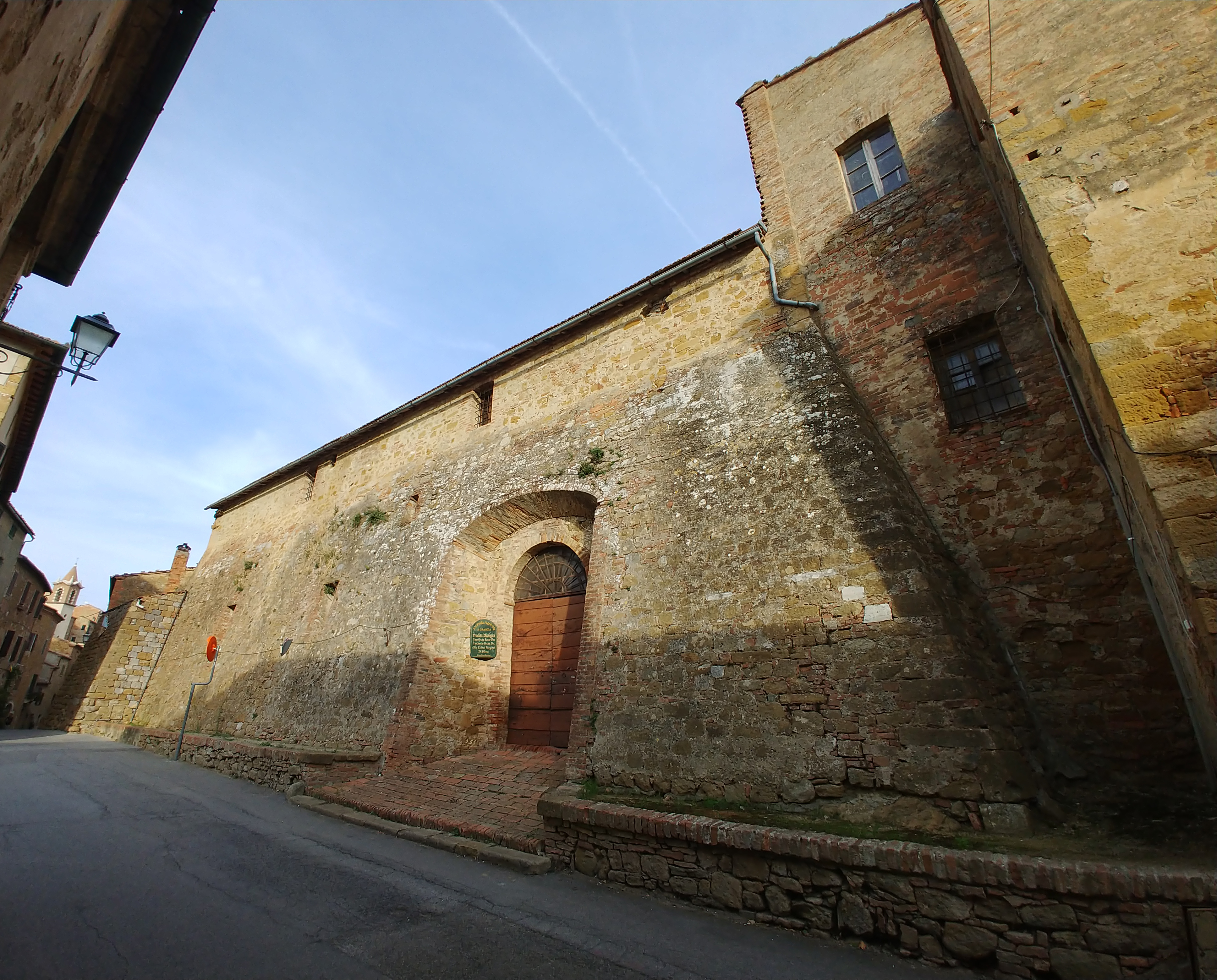
La facciata del tinaio

Le trasformazioni eseguite nei secoli ed alcuni distruttivi eventi bellici hanno sostanzialmente modificato l'originaria struttura trecentesca della grancia. È comunque rimasta intatta la sua forma di piccolo borgo, con la distribuzione dei vari ambienti intorno a due cortili collegati.
Una rampa di accesso, che veniva utilizzata dai carri per il trasporto di prodotti nel grande granaio e nell'oliviera, mette in comunicazione la strada principale di Montisi con i due cortili. Non c'è più traccia del ponte levatoio e dei “fossi e controfossi” indicati dal documento cinquecentesco e neppure della torre merlata che sorgeva sul lato della strada di accesso al paese e che purtroppo le truppe tedesche in ritirata, sul finire della seconda guerra mondiale, fecero saltare con una potente carica di esplosivo insieme alla grande sala d'armi sottostante.	
Sulle mura che si affacciano sul giardino si notano ancora i profili della merlatura a mattoni che è stata eliminata con i lavori di sopraelevazione del fabbricato e che certamente costituiva una delle essenziali e più antiche caratteristiche della fortificazione. Anche sulla parte delle mura sovrastanti il portone di ingresso si nota con evidenza il profilo del vecchio muro, come si presentava prima della costruzione ottocentesca destinata alle abitazioni del personale dipendente (fattore, ortolani, ecc).
Sulle mura della Grancia si trovano gli stemmi di antiche famiglie senesi (alcune ancora riconoscibili come quella dei Saracini, che porta la data del 1580, dei Piccolomini e dei Tondi), sempre accoppiati al simbolo dell'Ospedale. Questi stemmi testimoniano alcune importanti ristrutturazioni effettuate nella seconda metà del cinquecento da Rettori dello Spedale che usavano lasciare il loro “segno” (lo stemma di famiglia) in occasione di interventi edilizi di rilievo disposti durante il loro rettorato.

### Facciata principale

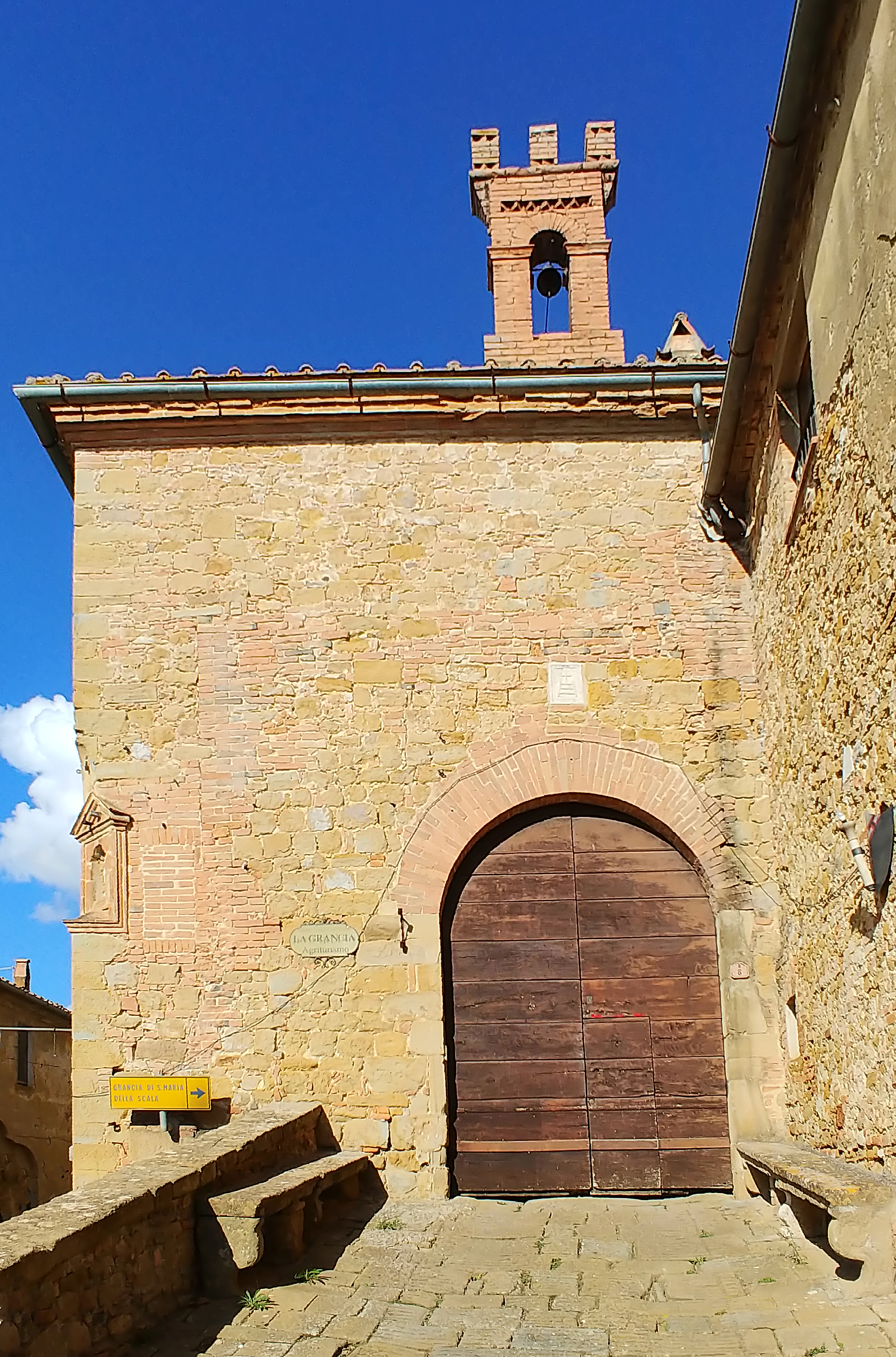
La facciata principale

La facciata principale della grancia è collocata sopra una grande rampa. Essa è priva di decorazioni al di fuori della piccola Madonnina che si trova sullo spigolo sinistro. Questa è costituita da un tabernacolo rettangolare in mattoncini con timpano che racchiude una piccola statua della Madonna in porcellana. Sopra la facciata, al centro della quale si trova il grande portone e ingresso principale alla grancia, c'è il caratteristico campaniletto merlato in mattoncini. Al suo interno si trova la piccola campanella chiamata “la Martinella”.

### Corpo centrale

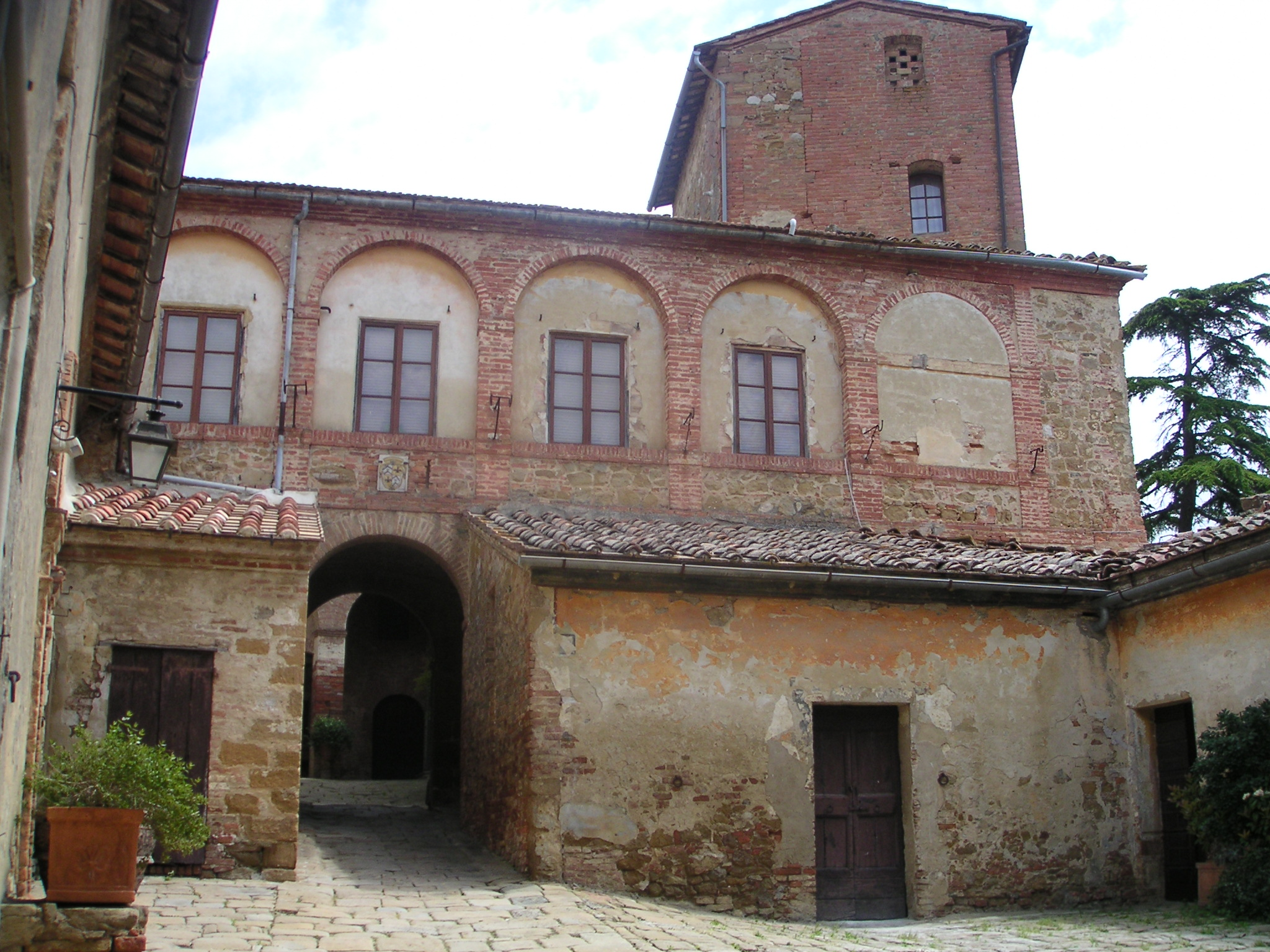
Il primo cortile

Il corpo centrale della Grancia di Montisi si articola attorno a due cortili. Il primo, più grande, è delimitato a sud da un ampio porticato con tre arcate a tutto sesto. Sopra il passaggio a volta a botte che separa la prima dalla seconda corte c'è la grande loggia. Essa, originariamente aperta, conserva ancora la forma delle grandi arcate a tutto sesto, entro le quali si trovano delle moderne finestre rettangolari. La seconda corte è conclusa da un piccolo porticato composto da campate con volta a crociera. La parte abitativa si sviluppa tutta nella grande ed alta costruzione sulla destra. Invece, sulla sinistra, c'è l'imponente mole dell'enorme tinaio, la cui facciata con grande portone in legno scuro si apre su via Umberto I.

### Ala occidentale
Nell'ala occidentale della Grancia di Montisi si trova il piccolo teatro.
Dietro il teatro, alla fine dell'ala occidentale della Grancia, si trova l'edificio dell'ex Podere il Giardino, attualmente destinato ad essere un agriturismo. Al pianterreno, di fianco all'ingresso, si trova un piccolo loggiato avente due grandi archi a tutto sesto lungo il fianco destro.

## Teatro della Grancia di Montisi

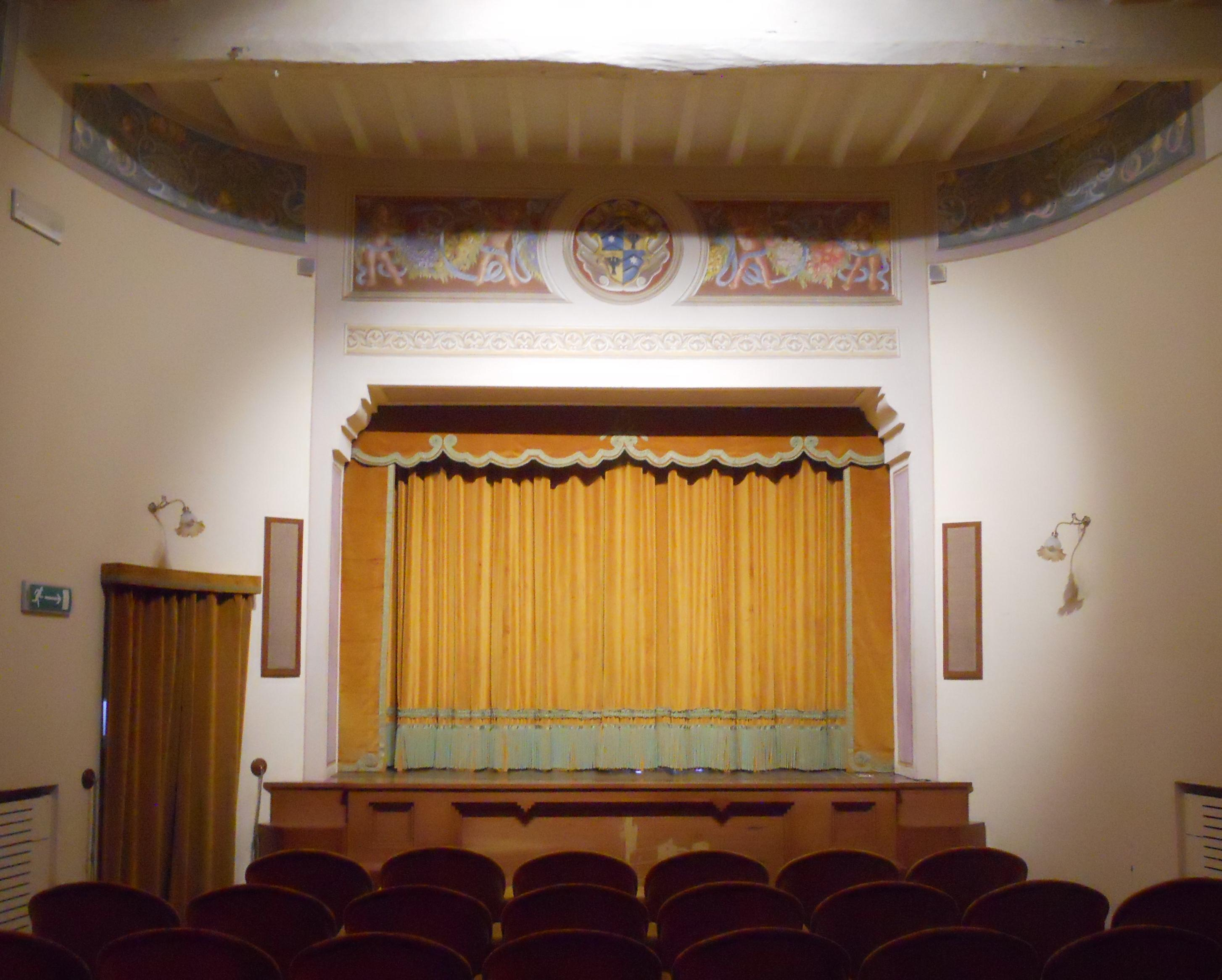
Interno del teatro

Il teatro alla Grancia di Montisi, uno dei più piccoli d'Italia, venne costruito alla fine del XIX secolo come teatro della famiglia Mannucci Benincasa da usarsi per le feste e le rappresentazioni della Società Filarmonica di Montisi. Il teatro venne usato fino alla seconda guerra mondiale, quando, divenne prima asilo e poi magazzino. Nel 1960 la sala del Teatro divenne sede della contrada della Torre e il palcoscenico e i camerini divennero casa privata. Il teatro è stato riaperto il 29 ottobre 2005 dopo un radicale restauro e da allora ospita commedie, conferenze, mostre e rappresentazioni varie.
Il teatro, di 58 posti, è formato da una ovoidale e da un ordine di tre palchetti. Per accedere al piccolo teatro bisogna salire una scala, che ha al suo inizio la biglietteria. Accanto alla sala del teatro, separata dalla scala d'ingresso, c'è un foyer con un piccolo bar e l'ingresso per i palchetti.